# Stixe
Stixe (niederdeutsch Stix) ist ein Dorf im Ortsteil Kaarßen der Gemeinde Amt Neuhaus in Niedersachsen.

## Geographie
Der Ort liegt zwei Kilometer nordwestlich von Kaarßen an der B 195. Neuhaus, der Sitz der Gemeinde, befindet sich sieben Kilometer nordwestlich des Ortes. 500 Meter nordöstlich befindet sich die Stixer Wanderdüne.

## Geschichte
Für das Jahr 1848 wird angegeben, dass Stixe 15 Wohngebäude hatte, in denen 148 Einwohner lebten, im dazugehörigen Vorwerk sei es ein Wohngebäude mit zehn Einwohnern gewesen. Zu der Zeit war der Ort nach Kaarßen eingepfarrt, die Schule befand sich im Ort. Am 1. Dezember 1910 hatte Stixe im Kreis Bleckede 115 Einwohner, der Gutsbezirk 17. Im Rahmen der Gebietsänderungen in Mecklenburg wurde Stixe am 1. Juli 1950 nach Kaarßen eingemeindet. Nach der deutschen Wiedervereinigung wechselte der Ort am 30. Juni 1993 aus Mecklenburg-Vorpommern nach Niedersachsen in den Landkreis Lüneburg. Am 1. Oktober 1993 wurde Kaarßen mit Stixe in die Gemeinde Amt Neuhaus eingemeindet.

## Persönlichkeiten
- Rainer Balhorn (1955–1970), Todesopfer an der innerdeutschen Grenze